# Droogmansia
Droogmansia é um género botânico pertencente à família Fabaceae.